# Serhij Sydortjuk
Serhij Oleksandrovytj Sydortjuk (ukrainska: Сергій Олександрович Сидорчук), född 2 maj 1991 Zaporozje, Ukrainska SSR, Sovjetunionen (nuvarande Zaporizjzja, Ukraina), är en ukrainsk fotbollsspelare (central mittfältare) som för närvarande spelar för Dynamo Kiev.

## Fotnoter
1. ↑  På ryska: Сергей Александрович Сидорчук, Sergej Aleksandrovitj Sidortjuk (talas i Ukraina)